# There's a Place
There's a Place é uma canção composta por John Lennon e Paul McCartney, e que foi lançada no álbum de estréia no Reino Unido dos Beatles, Please Please Me.
A canção foi inspirada na canção de Leonard Bernstein "Somewhere" feita para o musical West Side Story que contém a frase: "somewhere there's a place for us".
Sendo a primeira música a ser gravada na sessão de 11 de fevereiro de 1963 do álbum Please Please Me, There's A Place foi completada em 10 takes, além de um overdub de harmônica no final da tarde.

## Créditos
- John Lennon – guitarra acústica, harmônica, vocal
- Paul McCartney – baixo, vocal
- George Harrison – guitarra solo, harmonização vocal
- Ringo Starr – bateria